# 保兰·奥巴梅-恩圭马
保兰·奥巴梅-恩圭马（1934年12月28日—2023年12月11日），加蓬政治家，在1994年11月2日至1999年1月23日出任总理。他曾于1996年6月和1997年1月两度请辞，但获总统哈吉·奥马尔·邦戈挽留。
| 前任： 卡西米尔·奥耶-姆巴 | 加蓬总理 1994年至1999年 | 繼任： 让-弗朗索瓦·恩图图梅·埃马内 |